# Xiphodon

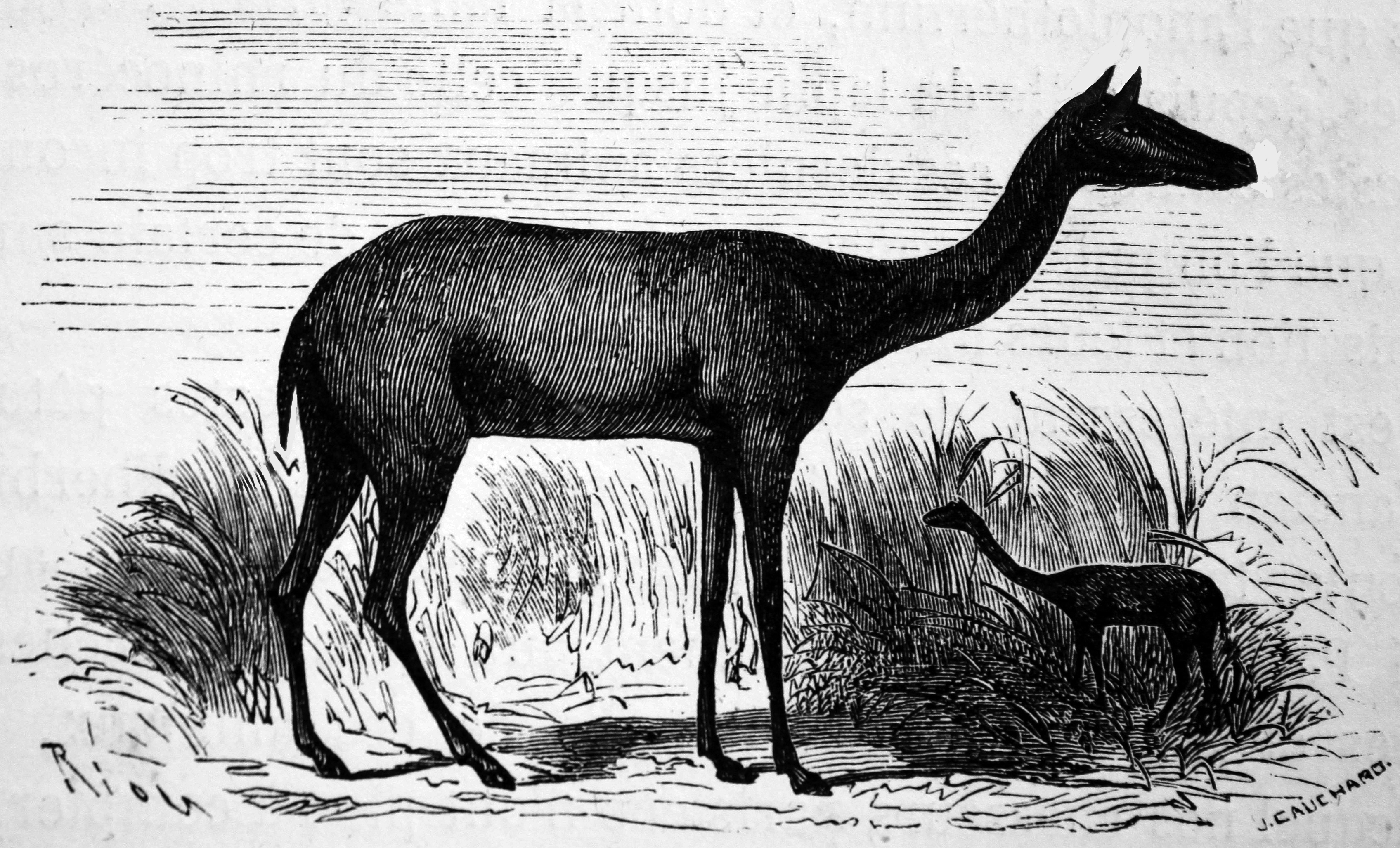
Художня реконструкція Xiphodon gracilis 1863 року

Xiphodon — вимерлий рід парнокопитних ссавців, знайдений у європейських еоценових утвореннях. У нього були стрункі ноги, дидактичні стопи та маленькі ікла. Ксіфодон був тісно пов'язаний з верблюдами.